# Listă de articole referitoare la politica după țări
Listă de articole referitoare la politica fiecărei țări. 

A --
Austria --

B --
Belgia, Bulgaria --

C--
Canada, Cecenia  --

D --
Danemarca --

E --
Elveția, Estonia --

F --
Franța --

G --
Germania --

H --
Honduras --

I --
India, Irlanda, Islanda, Israel, Italia --

J --
Japonia --

K --

L --
Liban, Luxemburg --

M --
Moldova, Maroc, Mexic, Mozambic --

N --
Noua Zeelandă, Nigeria, Norvegia --

O --
Olanda --

P --
Polonia, Portugalia --

Q --
Qatar --

R --
Regatul Unit, România, Rusia

S --
Suedia, SUA, Slovacia, Slovenia, Spania --

T --
Tunisia, Turcia --

U --
Ucraina, Ungaria, Uniunea Europeană --

V --
Vatican --

Z

## Vezi și
- Lista țărilor după forma de guvernare